# Zacharias Strandberg
Zacharias Johan Strandberg, född 12 oktober 1712 i Sunds socken, Östergötland, död 30 april 1792 i Stockholm, var en svensk stadsläkare. 

## Biografi
Strandberg blev medicine doktor i Uppsala 1741, var assessor i Collegium medicum 1748–76 och stadsfysikus i Stockholm 1748–64. Han invaldes som ledamot av Vetenskapsakademien 1745 och av Fysiografiska sällskapet i Lund 1786. 
Strandberg är främst känd för att han 1792 genom testamente stiftade den Strandbergska läkarinrättningen i Stockholm, vilken började sin verksamhet 1793 och sedermera fick åtskilliga donationer. Den hade till huvudsakligt ändamål att med läkarvård, medicin, ved och smärre pekuniära understöd bistå "pauvres honteux" av båda könen under sjukdom och krämpor. Inrättningen avlönade två läkare i Stockholm, en på Norrmalm och en på Södermalm för att till personer av nämnda kategori stå till tjänst. Enligt testators bestämmelse ska inrättningens direktion utgöras av "underståthållaren, justitie borgmästaren,
præses i kungl. Collegium medicum och Stockholms stadsphysicus samt tvenne af direktörerna vid
stadens änkhus", började sin verksamhet 1793, då tillgångarna utgjorde 3,000 rdr b:ko. Sedermera har dock dessa tillgångar väsentligt ökats, så att de omkring 1906 uppgick till omkring 260,000 kronor i runt tal.